# بيسان (العراق)
بيسان قرية عراقية صغيرة قديمة تقع شمال شرقي الموصل وتابعة إدارياً إلى قضاء تلكيف، ذكرها ياقوت الحموي بقوله: قرية من قرى الموصل لها مزرعة كبيرة.وزارها جونس (Jones) في أواخر القرن التاسع عشر وقال: ان أهلها من فرقة العلي اللآهية.
بيسان اسم آرامي (بيث شان) ومعناه بيت السكون.وقد تأتي كلمة بيسان بمعنى (بستان)، ويلفظها الأكراد اختصاراً بيسان. ومناخها يكون معتدلاً صيفاً مع سقوط أمطار شتاءاً، ومتوسط درجة الحراة يصل فيها إلى 19.8 درجة مئوية.